# セルジ・ゴンサレス
セルヒオ・"セルジ"・ゴンサレス・テストン（Sergio "Sergi" González Testón、1995年5月26日 - ）は、スペイン・マドリード出身のサッカー選手。SSレジェス所属。ポジションはDF。

## クラブ経歴
アトレティコ・マドリードのカンテラ出身。2014-15シーズンにCチームへと昇格し、2016-17シーズンにはBチームへとステップアップした。
2017年10月27日、コパ・デル・レイのエルチェCF戦にてトップチームデビューを果たし、この2017-18シーズンはトップチームにおいて公式戦3試合に出場した。
2018年8月24日、アルメニア・プレミアリーグのアララト＝アルメニアに移籍した。